# Episodi di Cardfight!! Vanguard will+Dress Season 2
Cardfight!! Vanguard will+Dress Season 2 (カードファイト!! ヴァンガード will+Dress Season2?, Kādofaito!! Vangādo will+Dress Season2) è stato trasmesso in Giappone dal 13 gennaio al 31 marzo 2023 su TV Tokyo per un totale di 12 episodi. Le sigle sono Accelerate degli Strawberry Prince (apertura) e Re-raise degli Argonavis ft. Nayuta Asahi (chiusura). I diritti di distribuzione al di fuori dell'Asia di questa stagione sono stati acquistati da Crunchyroll che l'ha pubblicata in versione sottotitolata in più Paesi, tra cui l'Italia.

Il logo della serie

Dopo aver vinto il torneo Deluxe in Giappone, Yuyu, Raika e Tohya vengono invitati negli Stati Uniti dove viaggeranno per la nazione per svolgere alcune partite di esibizione. I loro avversari sono i primi classificati al Deluxe USA, che si è tenuto per l'appunto negli Stati Uniti, e i tre protagonisti dovranno farsi strada in nuove sfide molto impegnative per dimostrare il loro talento. Nel frattempo, Danji, su richiesta di Michiru, continua le sue indagini per scoprire cosa si cela dietro il torneo Deluxe e inizia a sospettare che ci sia un legame tra esso e la sparizione di diversi Fighter.

## Lista episodi
| Nº serie | Nº | Titolo italiano Giapponese 「Kanji」 - Rōmaji                                                                | In onda          | In onda |
| Nº serie | Nº | Titolo italiano Giapponese 「Kanji」 - Rōmaji                                                                | Giapponese       |         |
| 1 (532)  | 1  | Deluxe USA 「デラックスUSA」 - Derakkusu USA                                                                 | 13 gennaio 2023  |         |
| 2 (533)  | 2  | La strega dei cieli stellati 「星天の魔女」 - Seiten no majo                                                 | 20 gennaio 2023  |         |
| 3 (534)  | 3  | L'inizio della fine 「終わりの始まり」 - Owari no hajimari                                                   | 27 gennaio 2023  |         |
| 4 (535)  | 4  | Missing Link 「ミッシングリンク」 - Misshingu Rinku                                                          | 3 febbraio 2023  |         |
| 5 (536)  | 5  | Niente Vanguard per gli idol 「アイドルなのでヴァンガードは禁止です」 - Aidoru nanode Vangādo wa kinshi desu | 10 febbraio 2023 |         |
| 6 (537)  | 6  | Uniformers 「ユニフォーマーズ」 - Yunifōmāzu                                                                 | 17 febbraio 2023 |         |
| 7 (538)  | 7  | Il medium provocatore 「仮面の降霊術師」 - Kamen no kōreijutsu-shi                                           | 24 febbraio 2023 |         |
| 8 (539)  | 8  | Il marchio della strega 「魔女の刻印」 - Majo no kokuin                                                      | 3 marzo 2023     |         |
| 9 (540)  | 9  | Notte silenziosa 「音の無い夜」 - Oto no nai yoru                                                            | 10 marzo 2023    |         |
| 10 (541) | 10 | Mirror Image 「ミラーイメージ」 - Mirā Imēji                                                                 | 17 marzo 2023    |         |
| 11 (542) | 11 | Il significato di futuro 「未来の意味」 - Mirai no imi                                                       | 24 marzo 2023    |         |
| 12 (543) | 12 | Un futuro alternativo 「もうひとつの未来」 - Mō hitotsu no mirai                                             | 31 marzo 2023    |         |